# Michel Pottier
Michel Pottier (* 12. Januar 1948 in Cambrai) ist ein ehemaliger französischer Fußballspieler und späterer -trainer.

## Spielerkarriere

### AC Cambrai
In seiner Jugend spielte Pottier bei einem Verein aus Corbehem sowie einem unterklassigen Klub aus Douai. 1972 wurde er in den Kader des Zweitligisten AC Cambrai aufgenommen, wo Trainer Pierre Phelipon auf Pottier als Libero setzte. Als solcher nahm der Spieler einen Stammplatz ein und wurde am Ende der Saison 1974/75 zum besten Zweitligaspieler des Jahres gewählt. Trotzdem musste er zur selben Zeit den Abstieg in die Drittklassigkeit hinnehmen, blieb seinem Klub aber dennoch treu. Am Wiederaufstieg scheiterte er mit der Mannschaft im folgenden Jahr.

### Olympische Spiele 1976
Obwohl Cambrai weder als Zweit- noch als Drittligist Profistatus besaß, wurde der damals 28-jährige Pottier in den französischen Kader zu den Olympischen Spielen 1976 berufen, in dem er der einzige Amateurspieler war. In einer Mannschaft mit Spielern wie Michel Platini lief er in zwei Gruppenspielen sowie im Viertelfinale auf, das aufgrund einer 0:4-Niederlage gegen die späteren Turniersieger aus der DDR das Ausscheiden mit sich brachte.

### FC Tours
Im Anschluss an die Olympischen Spiele kehrte Pottier nicht nach Cambrai zurück, sondern wechselte zum Zweitligisten FC Tours. Damit folgte er seinem Trainer Phelipon, dessen Wechsel nach Tours im selben Jahr vollzogen wurde. Wie zuvor in Cambrai hatte er dabei zunächst Amateurstatus inne. Daher arbeitete der Spieler trotz seiner Rolle als Leistungsträger in der zweiten Liga hauptberuflich bei der Polizei. 1978 beantragte Tours den Profistatus, sodass Pottier fortan als Profi galt, auch wenn er immer seltener eingesetzt wurde. Nachdem ihm 1980 mit der Mannschaft der Aufstieg in die höchste französische Spielklasse gelungen war, bestritt er in dieser eine einzige Partie. Am Ende der Saison 1980/81 entschied sich der 33 Jahre alte Fußballer, der neben seinem Erstligaeinsatz auf 188 Zweitligaspiele mit vier Toren gekommen war, für eine Beendigung seiner Laufbahn.

## Trainerkarriere
Pottier setzte nach dem Karriereende seine Laufbahn in der Polizei zwar fort, machte daneben aber auch eine Ausbildung zum Trainer. Dieses Amt führte er bei verschiedenen unterklassigen Vereinen. Zudem war er hinter Jean Sérafin, der von 1988 bis 1992 die Verantwortung trug, zwei Jahre lang Co-Trainer beim FC Tours. Dorthin kehrte er 2007 zurück, als er von einem Amateurklub nach Tours wechselte, um die Betreuung der B-Jugendlichen zu übernehmen.